# Erythrogonia leucospila
Erythrogonia leucospila är en insektsart som beskrevs av Walker 1858. Erythrogonia leucospila ingår i släktet Erythrogonia och familjen dvärgstritar. Inga underarter finns listade i Catalogue of Life.